# Puttūr (ort i Indien, Andhra Pradesh)
Puttūr är en ort i Indien.   Den ligger i distriktet Chittoor och delstaten Andhra Pradesh, i den södra delen av landet, 1 700 km söder om huvudstaden New Delhi. Puttūr ligger 152 meter över havet och antalet invånare är 30 986.
Terrängen runt Puttūr är kuperad åt nordost, men åt sydväst är den platt. Runt Puttūr är det tätbefolkat, med 636 invånare per kvadratkilometer. Puttūr är det största samhället i trakten. Omgivningarna runt Puttūr är en mosaik av jordbruksmark och naturlig växtlighet.